# 프레데터스 (2010년 영화)
《프레데터스》(Predators)는 2010년 개봉한 미국의 영화이자 프레데터 시리즈의 세 번째 작품이다.

## 줄거리
용병 로이스는 하늘에서 낯선 정글에 떨어져 같은 방식으로 도착한 다른 여러 사람들을 만난다. 로스 세타스 집행관 쿠치요, 스페츠나츠 알파 그룹 군인 니콜라이, IDF 저격수 이자벨, RUF 장교 몸바사, 샌 퀜틴 사형수 스탠스, 야쿠자 조직원 한조, 그리고 의사 에드윈. 로이스를 따라가자 그들은 이상한 기념물, 빈 케이지, 그리고 사망한 미국 특수부대 군인이 설치한 데드폴 트랩을 발견한다. 그들은 곧 자신들이 지구가 아니라는 것을 깨닫는다.
외계 생물 무리의 공격에서 살아남은 후, 로이스는 자신들이 사냥당하고 있으며 이 행성이 사냥터라는 것을 추론한다. 쿠치요는 살해당하고 그의 시신은 일행을 함정으로 유인하는 데 사용되지만, 그들은 함정을 피한다. 일행은 짐승들의 흔적을 따라 캠프에 도착하여 붙잡힌 프레데터를 발견한다. "트래커", "버서커", "팔코너"로 알려진 세 마리의 더 큰 프레데터들이 일행을 공격하고 몸바사를 죽이는 동안 다른 이들은 탈출한다. 이자벨은 이 프레데터가 1987년 과테말라에서 특수 작전 팀 대부분을 살해한 유사한 생물의 묘사와 일치한다는 것을 알아차린다.
일행은 숨어 지내며 오랫동안 살아남은 고독한 미국 기병대 병사 로널드 놀런드를 만난다. 그는 일행을 자신의 은신처로 데려가 프레데터들이 다른 세계에서 가치 있는 먹이를 납치한다고 설명한다. 놀런드는 또한 프레데터들 사이에 피의 복수가 있다는 것을 밝힌다. 로이스는 붙잡힌 프레데터를 풀어주면 그들이 집으로 돌아갈 수 있을 것이라는 계획을 세운다.
놀런드는 다른 이들을 함정에 가두고 연기를 사용하여 그들을 질식시키고 장비를 훔치려 한다. 로이스는 폭발물을 사용하여 프레데터들을 은신처로 유인한다. 놀런드는 트래커에게 살해당하고, 트래커는 일행을 풀어준다. 이어진 추격전에서 니콜라이는 트래커를 죽이고 에드윈을 구하기 위해 자신을 희생한다. 버서커가 생존자들을 가로막지만, 스탠스가 주의를 분산시켜 다른 이들이 탈출하도록 돕고 자신은 살해당한다. 한조는 팔코너와 가타나로 결투하기 위해 뒤에 남는다. 그는 팔코너를 죽이지만 부상으로 쓰러진다.
로이스, 이자벨, 에드윈은 계속 나아가다 함정으로 에드윈이 부상을 입는다. 이자벨이 그를 버리기를 거부하자 로이스는 둘 다 남겨둔다. 그들은 버서커에게 잡혀 구덩이에 갇힌다. 로이스는 지구로의 수송을 대가로 붙잡힌 프레데터를 구한다. 프레데터는 우주선을 작동시키고 지구로 향하는 항로를 설정한다. 로이스는 우주선으로 달려가지만 버서커가 도착하여 다른 프레데터를 제압하고 참수한다. 그 후 우주선이 폭발하고 로이스도 죽은 것으로 보인다. 에드윈은 식물의 신경독으로 이자벨을 마비시키고 자신이 연쇄살인범이며 이 행성에 머무를 의도라고 밝힌다. 로이스가 나타나 에드윈에게 독을 사용한 후 수류탄으로 부비 트랩을 설치하여 버서커를 다치게 하는 미끼로 사용한다. 이자벨의 도움으로 로이스는 버서커를 물리치고 참수한다.
멀리서 더 많은 낙하산이 내려오는 것을 보고 더 많은 프레데터들이 도착할 것이라고 추측한 두 사람은 지구로 돌아갈 방법을 찾기 위해 정글로 향한다.

## 출연
- 에이드리언 브로디 - 로이스
- 토퍼 그레이스 - 에드윈
- 로런스 피시번 - 놀랜드
- 앨리스 브라가 - 이사벨
- 월턴 고긴스 - 스탠스
- 대니 트레호 - 쿠칠로
- 올레크 탁타로프 - 니콜라이
- 마허샬라 알리 - 몸바사
- 데릭 미어스
- 루이 오자와 장젠

## 내용주
1. ↑  프레데터 (1987)에 묘사된 바와 같다